# Vultureni (Bacău)
Vultureni é uma comuna romena localizada no distrito de Bacău, na região de Moldávia. A comuna possui uma área de 72.81 km² e sua população era de 2093 habitantes segundo o censo de 2007.